# Żochówko
Żochówko (kaszb. Nowé Żochòwò, niem. Neu Sochow) – była część wsi Żochowo w Polsce, położona w województwie pomorskim, w powiecie słupskim, w gminie Potęgowo.
Zabudowania nadal istnieją, nazwę zniesiono z 1.01.2021 r.
Wchodzi w skład sołectwa Żochowo.
W latach 1975–1998 Żochówko administracyjnie należało do województwa słupskiego.
Występuje wariant nazewniczy Kolonia Żochówko.